# Remy Jungerman
Remie (Remy) Asse Jungerman (Moengo, 1959) is een in Suriname geboren beeldend kunstenaar, werkzaam in Nederland en de Verenigde Staten.

## Biografie
Remy Jungerman volgde van 1985 tot 1989 de Academie voor Hoger Kunst- en Cultuuronderwijs in Paramaribo en studeerde beeldhouwkunst van 1990 – toen hij zich in Nederland vestigde - tot 1993 aan de Gerrit Rietveld Academie in Amsterdam. Hij maakte studiereizen en kreeg in 2006 als eerste van zes kunstenaars de kans om een stage van een maand te volgen in het Amsterdams Grafisch Atelier.
Jungerman schilderde aanvankelijk schilderijen in een abstracte, surrealistische stijl die soms deed denken aan die van Joan Miró. De gezichten van de afgebeelde personen vertoonden maskerachtige trekken en het kleurgebruik was uitbundig. Later legde Jungerman zich meer toe op installaties, opgebouwd uit allerlei materialen, die vaak reminiscenties aan het koloniale verleden met zich meedragen (jute van koffiezakken, witte grond, opgezette dieren). Inzet van zijn werk is om te laten zien hoe mensen uit verschillende culturen proberen zich verstaanbaar te maken. Hoe geven mensen vorm aan communicatie in de beeldtaal die zij gebruiken, in hun logo’s, hun fotografie, of in complexer samengestelde vormen van expressie.
Remy Jungerman kende solo-exposities en nam deel aan groepsexposities in veel Europese landen, maar ook in Suriname, de Nederlandse Antillen, Brazilië en Argentinië. Samen met Iris Kensmil vertegenwoordigde hij in 2019 Nederland tijdens de 58e Biënnale van Venetië met een presentatie onder de titel Measurement of Presence in het Nederlandse paviljoen. In 2022 werd de Dr. A.H. Heinekenprijs voor de Kunst aan hem toegekend.

## Publicaties
- Wakaman: Drawing Lines Connecting Dots, Remy Jungerman en Gillion Grantsaan, een uitgave van Wakaman Project.[1]
- The Measurement of Presence, onder redactie van Benno Tempel, Iris Kensmil en Remy Jungerman, een uitgave van Uitgeverij Hannibal / Mondriaan Fonds.[2]
- Remy Jungerman. Where the River Runs, onder redactie van Rob Perrée, Eleonoor Jap Sam, een uitgave van Jap Sam Books, 2019.[3]
- Remy Jungerman. Behind the Forest, een uitgave van Jap Sam Books / Stedelijk Museum Amsterdam, 2021.[4]
- Remy Jungerman. Tracing the Lines: Patterns from the African Diaspora, onder redactie van Sara Carder, een uitgave van Jap Sam Books, 2024.[1]